# Walter typ A
Walter typ A byl jednoválcový motocykl zprvu vyráběný jako motorové kolo (moped). Tyto motorové stroje začal Josef Walter vyrábět v roce 1902. Jednoválcové motocykly byly ve výrobě až do roku 1913.

## Vznik a vývoj

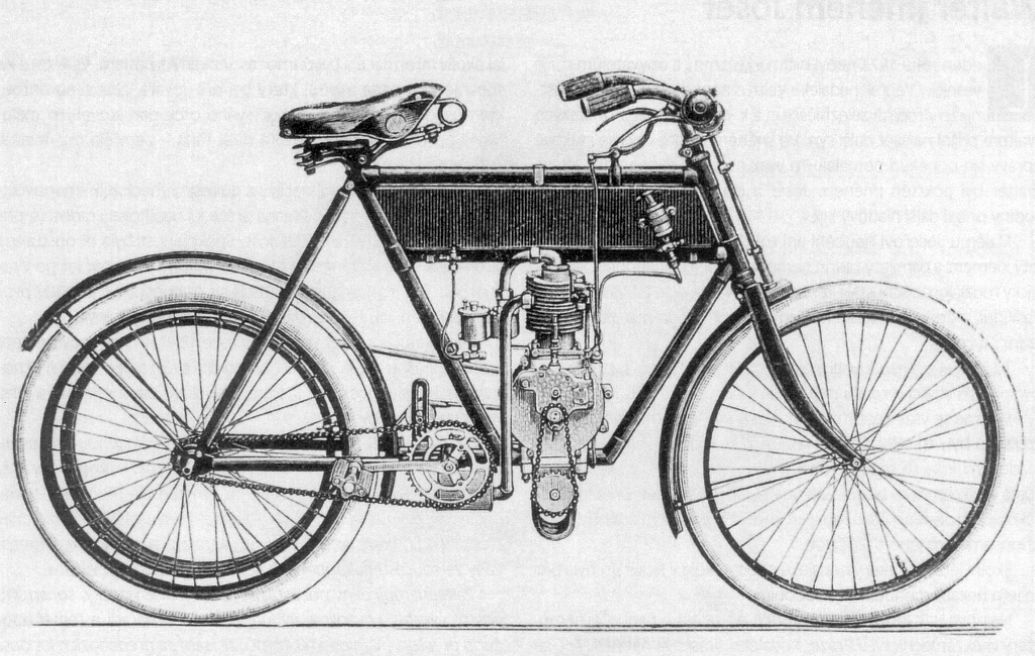
Motorové kolo Walter (1902)

Vznik dílny zámečníka Josefa Waltra na výrobu a opravu jízdních kol (Josef Walter, mechanická dílna na Smíchově), ke kterým nakupoval součástky od britské firmy BSA, na Smíchově ve Smetanově ulici čp.753 (nyní Kořenského 753/12), se datuje rokem 1898. V roce 1901 se stěhuje do větší dílny v Kinského ulici čp. 218 (nyní Štefánikova 218/3). Tato dílna měla již 8 obráběcích strojů a byl zde vyroben první motocykl Walter s jednoválcovým motorem 2 k. S konstrukcí prvního motorového kola Josef Walter započal v roce 1900, ale dokončeno bylo až na přelomu let 1901-1902. Odvážný český "selfmademan" k výrobě velocipedů přičlenil v roce 1901 výrobu motocyklů a v tomto roce také první stroje uvedl na trh.
Motocykl měl jednoválcový motor o objemu 299 cm³ a výkon 2 k/1,5 kW při 1200 ot/min. Tento typ získal za svou pokrokovou a účelnou konstrukci v květnu 1902 na hospodářské výstavě v Praze bronzovou medaili Obchodní komory pražské a stříbrnou medaili Jednoty ku povzbuzení průmyslu v Čechách v květnu 1903 na Jarní hospodářské výstavě v Praze na Žofíně. (kategorie XII. Řemeslné a průmyslové výrobky).

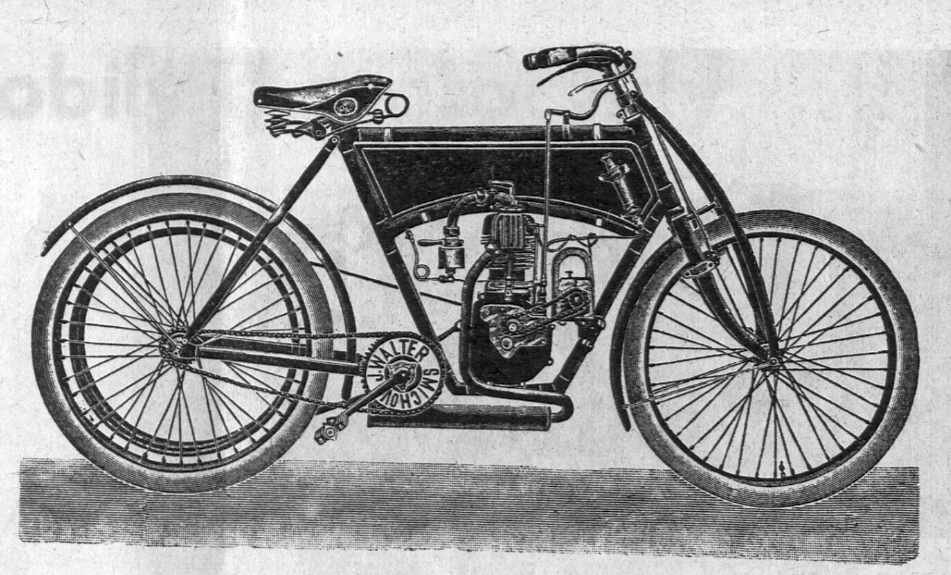
Motocykl Walter, jednoválec

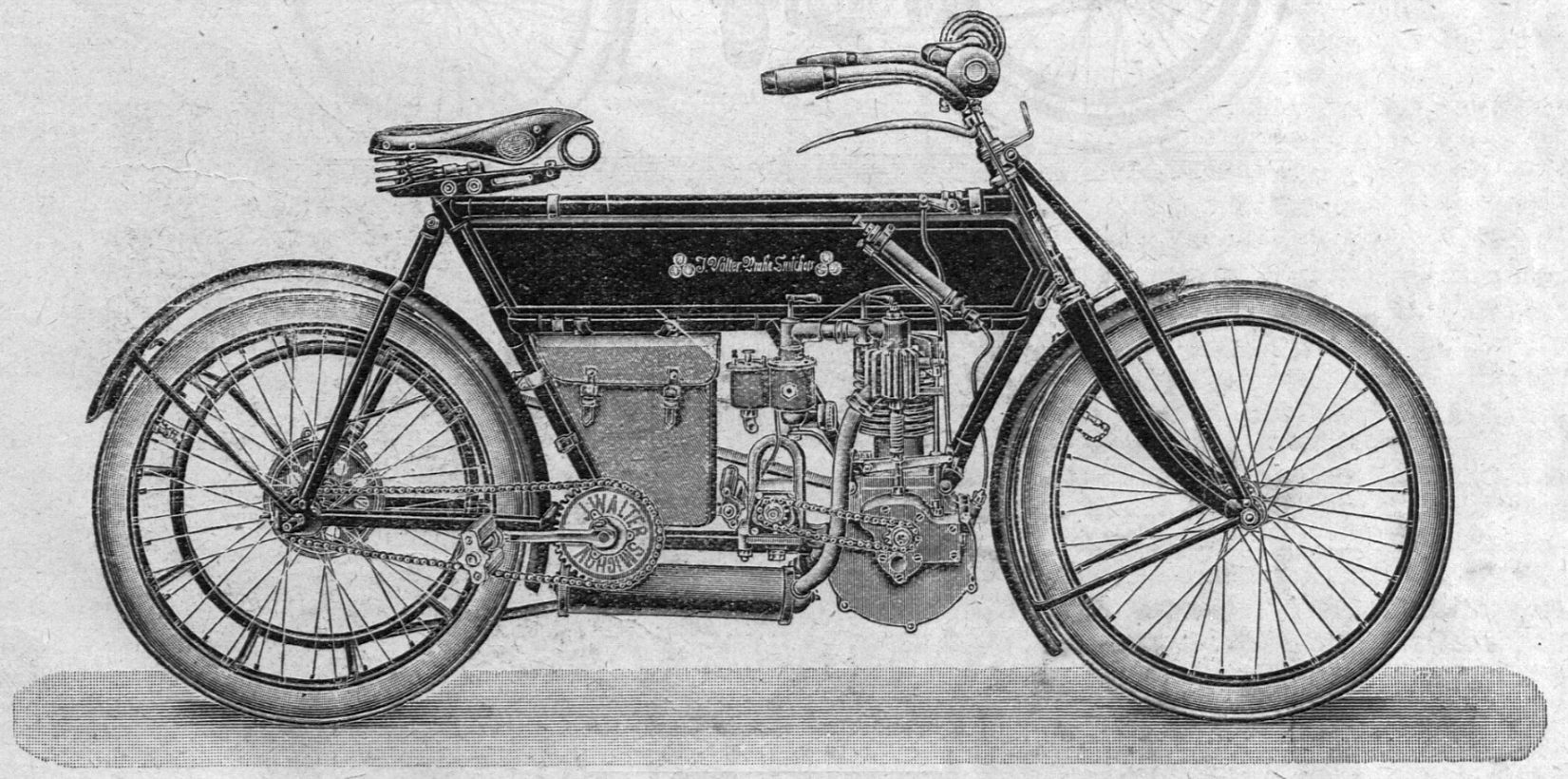
Motocykl Walter, jednoválec 3,0-3,5 k (1906)

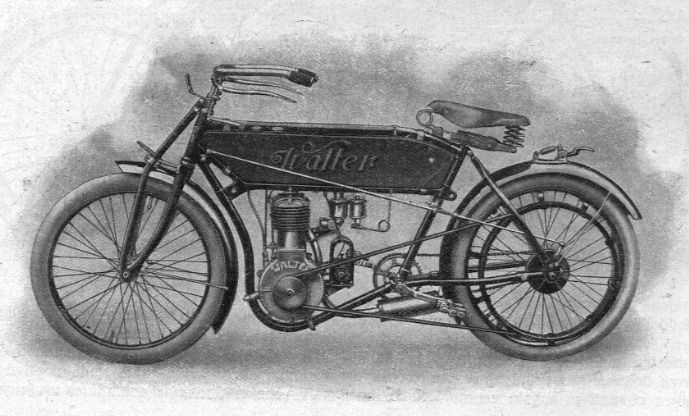
Walter typ A (1913)

Na prvním motocyklovém salonu Českého klubu automobilistů (ČKA) na pražském Žofíně v roce 1904 byly představeny pražským zástupcem Edvardem Albrechtem modely 1,25 HP/0,92 kW za 1000 rakouských korun a 3,5 HP/2,6 kW za 1200 K. Na První mezinárodní výstavě automobilů a motocyklů v Praze, konané za pořadatelství ČKA a Českého klubu motocyklistů (ČKM) v dubnu 1905 na pražském výstavišti vystavoval Josef Walter již 6 strojů, jednoválcové o výkonu 3-3,5 HP a nově i dvouválcové o výkonu 4-4,5 HP. O rok později, v dubnu 1906 na II. mezinárodní výstavě automobilů a motorových kol vystavoval pražský konstruktér Walter jednoválce o výkonu 3,5 HP a dvouválce o výkonech 4, 5 a 6 HP.
V letech 1902–1914 vyráběl Walter jednoválcové (Typ A), dvouválcové (Typ B) motocykly, motorové tříkolky (typy C a D). Motocykly byly vyráběny v dílnách ve smíchovské ulici Na Zatlance č.p. 1120, kam dílnu do nových prostor o ploše dílen a kanceláří 350 m2, přestěhoval v roce 1905. Na III. pražském saloně automobilovém konaném 24. března až 1. dubna 1907 vystavoval Walter v průmyslovém paláci na pražském výstavišti "motocykle" (dle vzoru motýle) jednoválcové i dvouválcové.  Motocykly byly průběžně modernizovány, zhruba od roku 1908 zavedl Walter typové označení svých strojů - jednoválcové Typ A a dvouválcové Typ B. Na autosalonu v březnu 1908 představil Walter stroje vybavené lamelovou spojkou a řetězovým převodem.
V letech před I. světovou válkou si Waltrova továrna nemohla stěžovat na nedostatek zákazníků. Všechny její výrobky – jak motocykly tak i tříkolky a později i automobily – byly prodány dříve, než byly dokončeny. Ani autosalony nečinily výjimku a u všech vystavovaných vozidel se vždy hned první den skvěly tabulky „prodáno“. Od roku 1905 stavěl Walter dvouválcové stroje, zpravidla od roku 1907 vybavené i přívěsným vozíkem (sajdkárou), od roku 1910 známe tříkolky a od roku 1911 i automobily W-III, W-II a W-I. I proto výroba jednoválcových strojů slábne a je ukončena v roce 1913. Naposledy byly jednoválcové a dvouválcové motocykly Walter (po dvou exemplářích) vystaveny na XI. automobilového salonu na pražském výstavišti 12.-19. dubna 1914.

## Popis motocyklu
Typ A bylo jednostopé motorové vozidlo, podle dnešních hledisek kombinace motocyklu a bicyklu. Rozdíl mezi motorovým kolem a mopedem není zcela pevný. Mopedem se obvykle rozumí dopravní prostředek, kde už je pohon lidskou silou spíše nouzovým a základem je pohon motorový, naopak u motorového kola se spíše předpokládá základní pohon lidskou silou a motor jako výpomoc, když lidské síly docházejí. Z tohoto porovnání byly první Waltrovy stroje mopedem. První Waltrův motocykl dosahoval rychlosti 45 km/h. Magneto na prvních motorových kolech bylo umístěno pod motorem.
Stroje postavené v letech 1903-1904 byly charakteristické krátkým vysokým rámem z "pravých anglických rour" na kolech 26x2" pro motocykl o výkonu 2 HP a rozvorem 1250 mm (1903) resp. 2,5 HP o zdvihovém objemu 350 cm³ (1904), popř. 26x2 1/4" pro motocykl o výkonu 3 HP (1905). Velmi rychle se obměňovalo konstrukční provedení rámu, do kterého Walter zabudoval i tašku na nářadí. Čtyřtaktní motory vlastní konstrukce se samočinným sacím ventilem měly odtrhové zapalování s nízkonapěťovým elektromagnetem Bosch (magneto umístěno před motorem) a byly osazeny rozprašovacím karburátorem Longuemare. Kotouč k napínání řemene s kuličkovými ložisky byl upraven tak, aby v "každém posunutí" stál rovnoběžně mezi motorovou a zadní řemenicí. Řemenový bezrychlostní sériový motocykl z roku 1907 měl vrtání i zdvih 75 mm (zdvihový objem 331 cm³) a maximální výkon činil 2,5 HP při 1200 ot/min. Stroj byl dlouhý 2,5 m a vysoký 1,06 m. Dosahoval rychlosti 45 km/h.
Později do výroby zavedené jednoválce měly již snímací hlavu válce a magneto bylo přemístěno za motor. Motorové bloky z let 1908-9 měly již bloky se zaoblenými hranami. Od roku 1908 byly některé Waltrovy stroje vybaveny řetězovým převodem, byť i pohon plochým řemenem byl nadále využíván. V letech 1911-3 měl typ A, vybavený svítilnou a houkačkou, motor o zdvihovém objemu 427 cm³ při vrtání 80 mm a zdvihu 85 mm s výkonem 3 HP.

## Sportovní úspěchy
Přestože se tyto motocykly nestavěly pro sportovní účely, tak je Walter vyslal brzo do závodních podniků. Před I. světovou válkou startovaly v soutěžích Českého klubu motocyklistů (ČKM) a Českého klubu automobilistů (ČKA) na trati Praha–Tábor–Písek-Praha, závodech do vrchu Zbraslav–Jíloviště, na závodech mezi 19. a 23. km na silnici Praha–Dobříš atd. Soutěž Č. K. motocyklistů se konala 7. října 1906 na trati Praha-Tábor-Písek-Praha v délce 226,4 km. Start byl o 7. hodině ranní U zelené lišky na Pankráci. Odstartovalo 37 strojů (ze 43 přihlášených). Walterovy stroje dobyly 1. ceny v třídě motorek továrních (jezdec Merfait), 1. cenu v třídě motorek soukromníků (jezdec ing. H. Emming) a 2 třetí ceny.
Předzvěstí těchto úspěšných účastí v závodech byla dálková jízda uskutečněná v  roce 1907, kdy byla vykonána jízda Praha–Terst a zpět se dvěma motocykly Walter B (dvouválec 6 HP) a Walter A (jednoválec 3 HP). Na cestě měřící 1665 km „ani stroje, ani gumy Miskolczy nevolaly po pomoci svých pánů“ – Jozy Papeže a dr. Dittricha. Do Terstu jeli přes Vídeň a Štýrský Hradec, zpět přes Celovec, Liezen, Linec a Č. Budějovice.
V roce 1908 startovaly 25. března v I. ročníku závodě do vrchu Zbraslav-Jíloviště 4 jednoválcové stroje Walter. V třídě cestovních motocyklů obsahu válců do 0,6 litru a přes 35 kg hmotnosti sklidil ovoce své neúnavné práce a skutečné lásky k motorovým dvoukolkám smíchovský konstruktér Josef Walter, když jeho stroj, řízený obratným Waltrovým vyučencem E. Ladem, nejen že dobyl vítězství kategorie před Fr. Radou na stejném typu, nýbrž docílil i nejlepšího času cestovních motorek vůbec (kat. II).
Impozantního úspěchu dobyly Waltrovy stroje na Soutěži spolehlivosti motorek ČKM 26. září 1909 na trase Praha-Tábor-Písek-Dobříš. Do závodu odstartovalo 22 strojů a 19 z nich dojelo do cíle, z čehož 18 motocyklů bylo značky Walter. Na jednoválcích do 4 HP postupně od startu vyjeli na trať Mrskos, inž. Červinka, Papež a Čapek. V této kategorii zvítězil Josef Papež za 4:33 h před Josefem Čapkem, který náročnou trať zdolal za 5:44 h. O rok později v závodě motorek ČKA na dobříšské silnici mezi 19. a 23. kilometrovníkem v II. kategorii dojel na 5. místě Slavík (jednoválcovky s vrtáním 70-85 mm) a ve III. kategorii jednoválcovky nad 85 mm vyhrál Zátka před Adamcem (oba Walter).
V mezinárodním závodě ČKA motorových kol a tříkolek, který se konal 13. října 1912 na dobříšské silnici mezi 19. a 23. kilometrovníkem (později se závod jezdil jako Jíloviště-Řidká) v I. kategorii jednoválcových strojů do vrtání 70 mm zvítězil K. Milda na Walteru typu A, v II. kategorii (jednoválce vrtání 70-85 mm a dvouválce 50-70 mm) zvítězil Dolanský (Walter) a konečně v III. kategorii jednoválců přes 85 mm zvítězil Klement Adamec (Walter typ A). Ve všech 7 vypsaných kategoriích zvítězily stroje Walter. Na III. ročníku závodu do vrchu Zbraslav-Jíloviště obsadil Klement Adamec 13. dubna 1913 v III. kategorii (motocykly o výkonu 3–4,5 k) 2. místo (Walter A) za Fritschem na N.S.U. Na dalších místech na Waltrech dojeli Kratochvíle a Novotný. V kategoriích motorky s přívěsem a v tříkolkách rovněž zvítězily stroje Walter.
Zřejmě posledním závodem před I. světovou válkou, kde startovaly jednoválce Walter, byl závod motorových kol Jíloviště-Řídká, konaný na dobříšské silnici 26. října 1913. V kategorii o obsahu válců do 320 cm³ obsadil 3. místo Masopust za dvěma motocykly NSU.

## Galerie

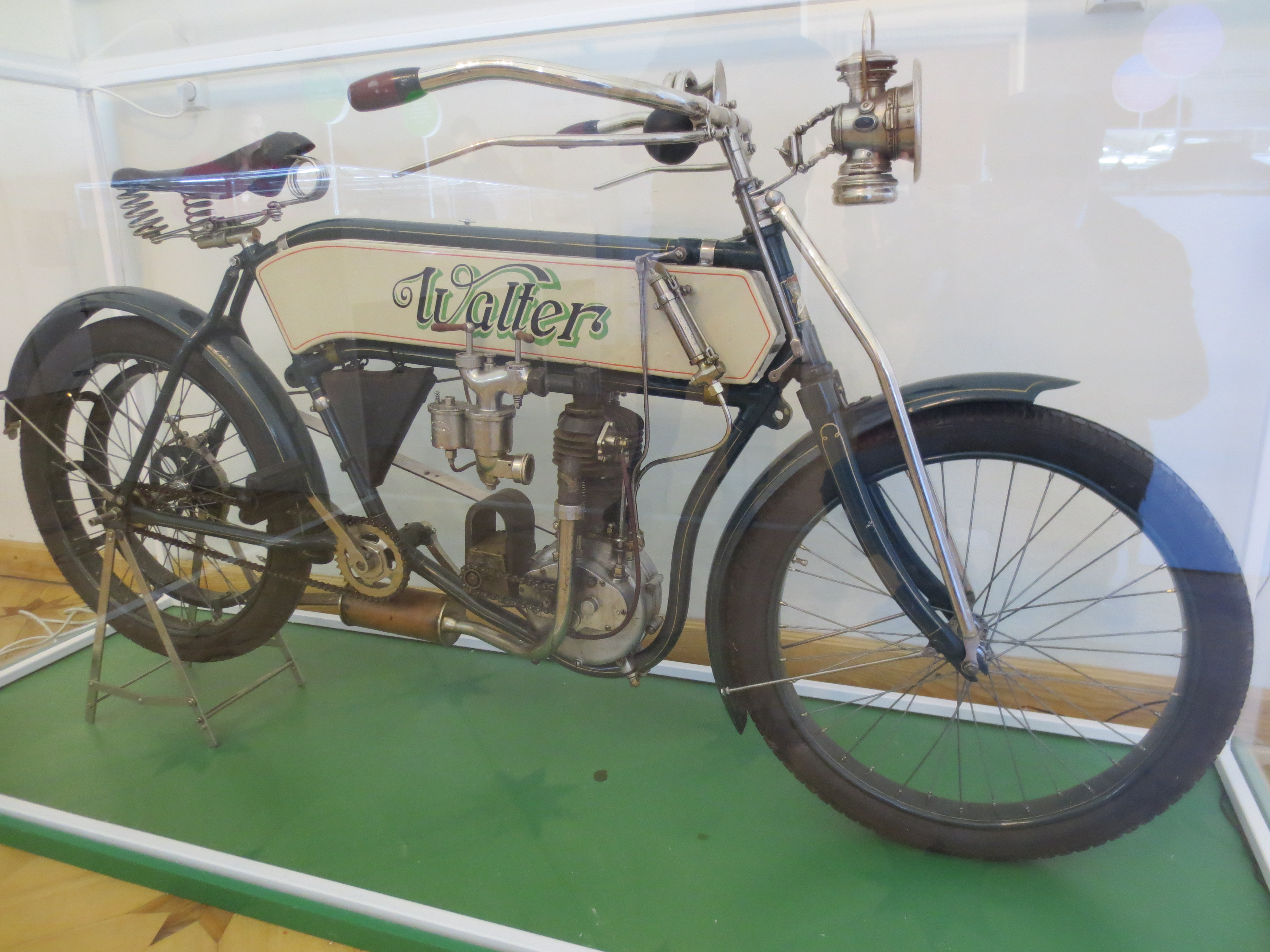
Walter Typ A (1907) na výstavě na hradě Bítov 2018
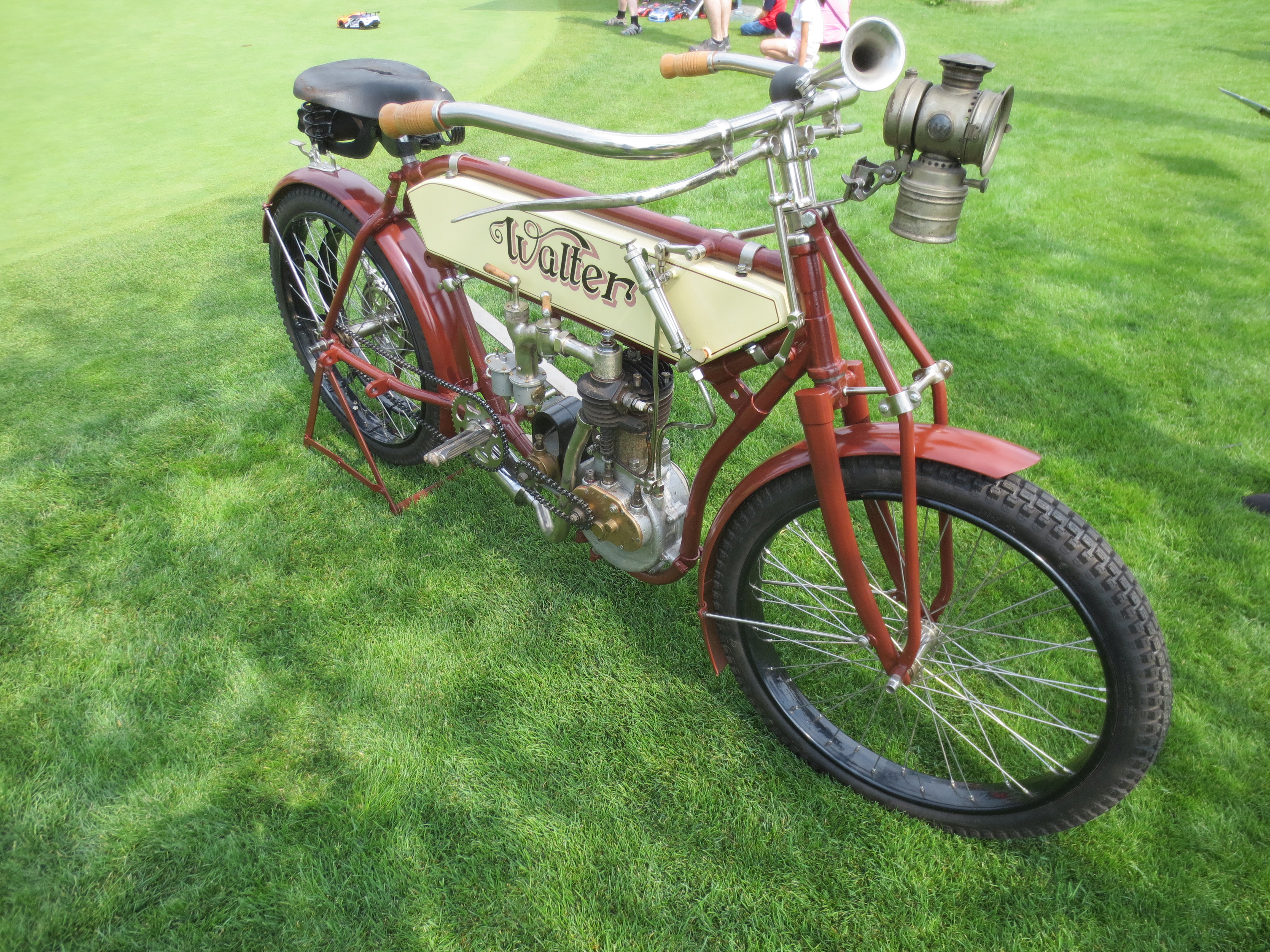
Walter Typ A (1911)
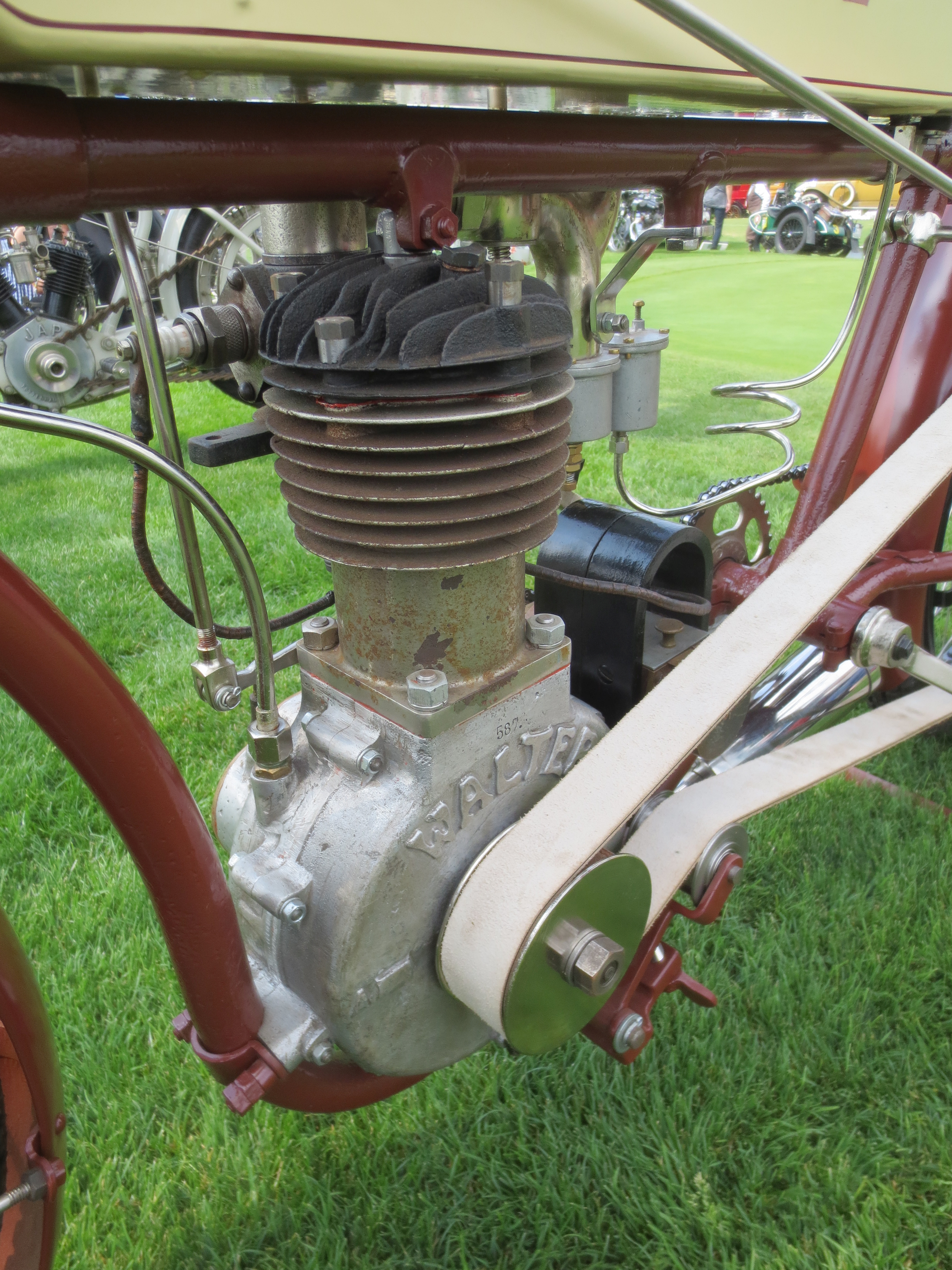
Walter Typ A (1911) na Automobilových klenotech 2019
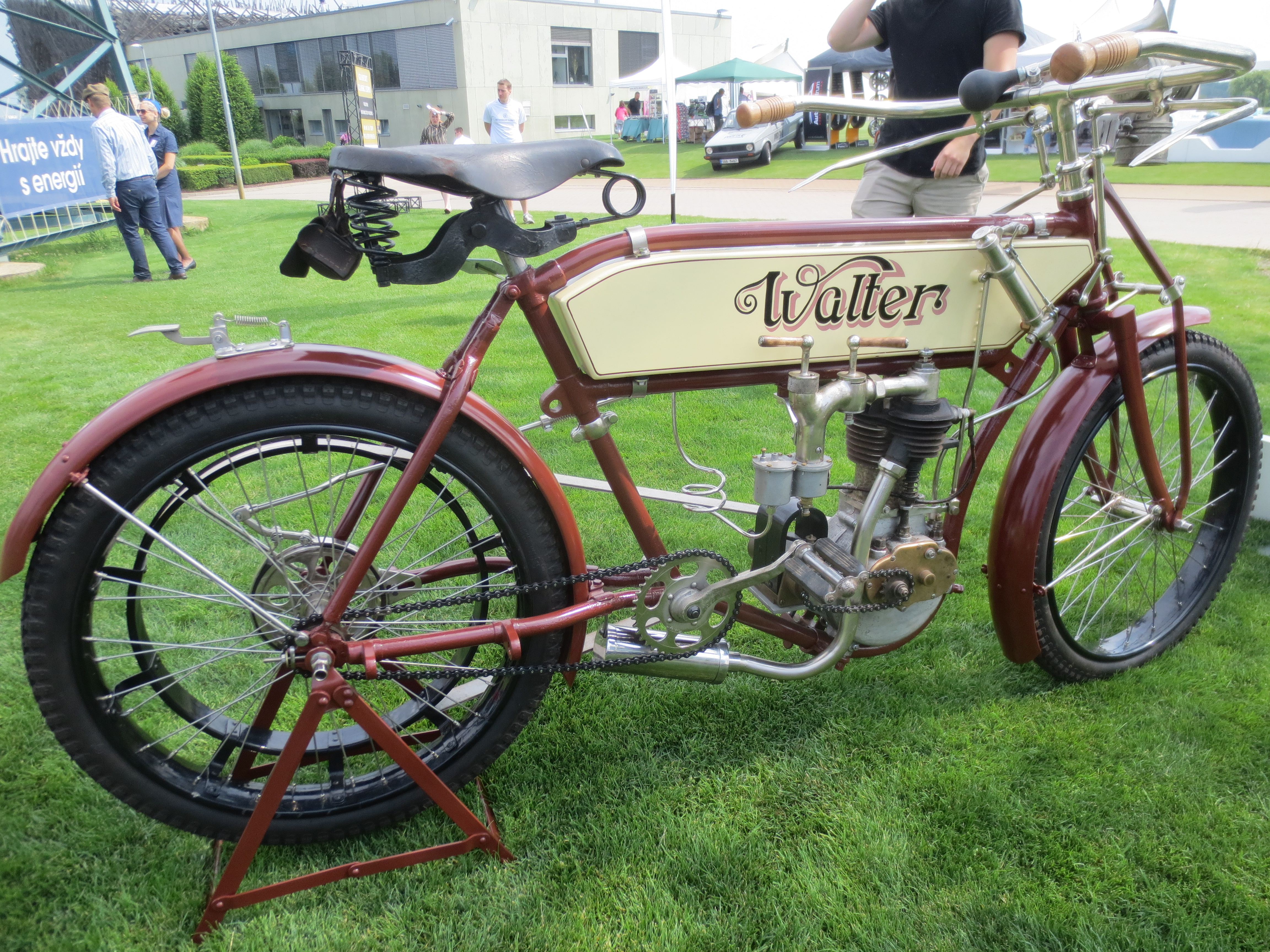
Walter Typ A (1911)
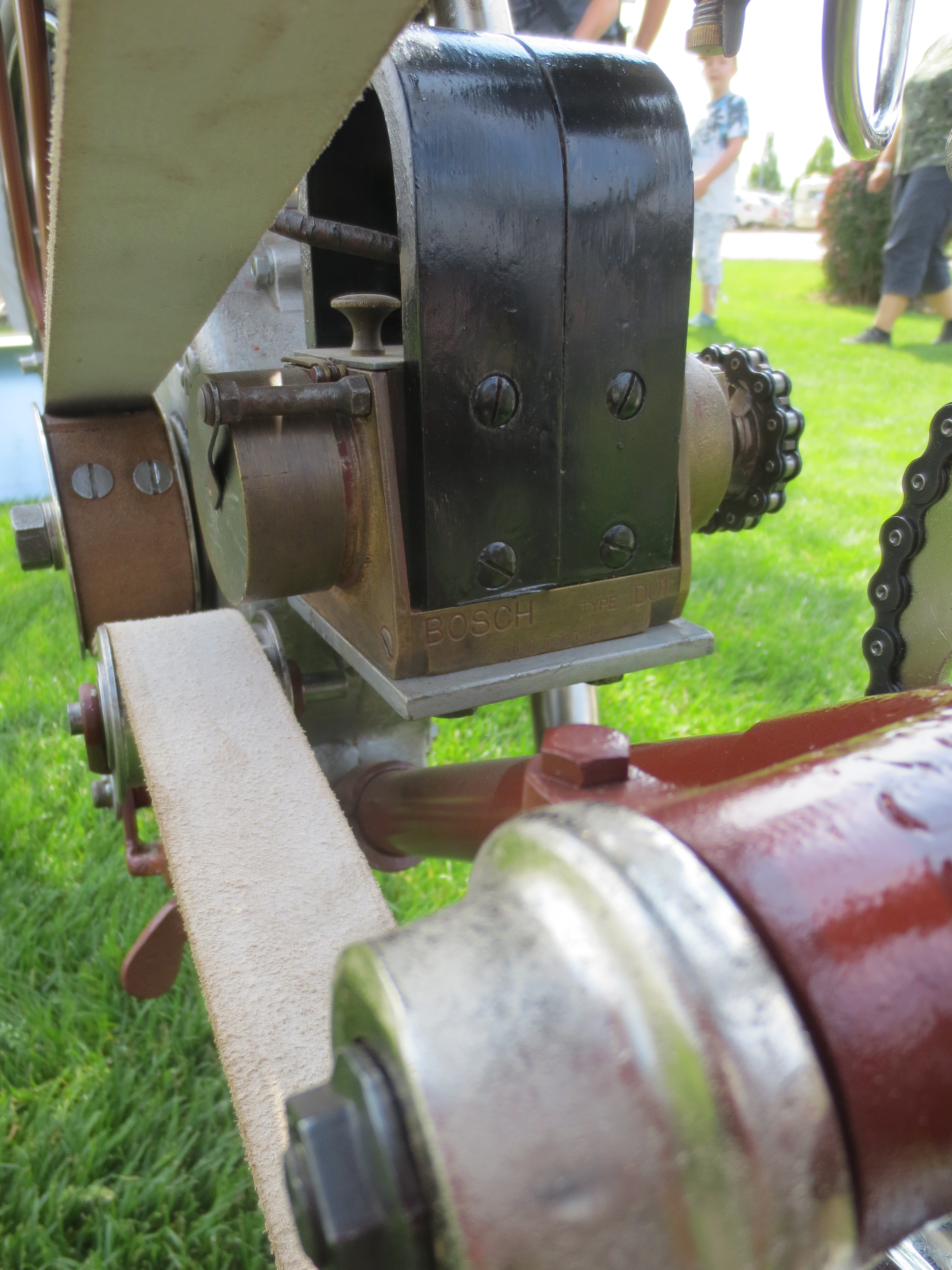
Walter typ A, magneto Bosch
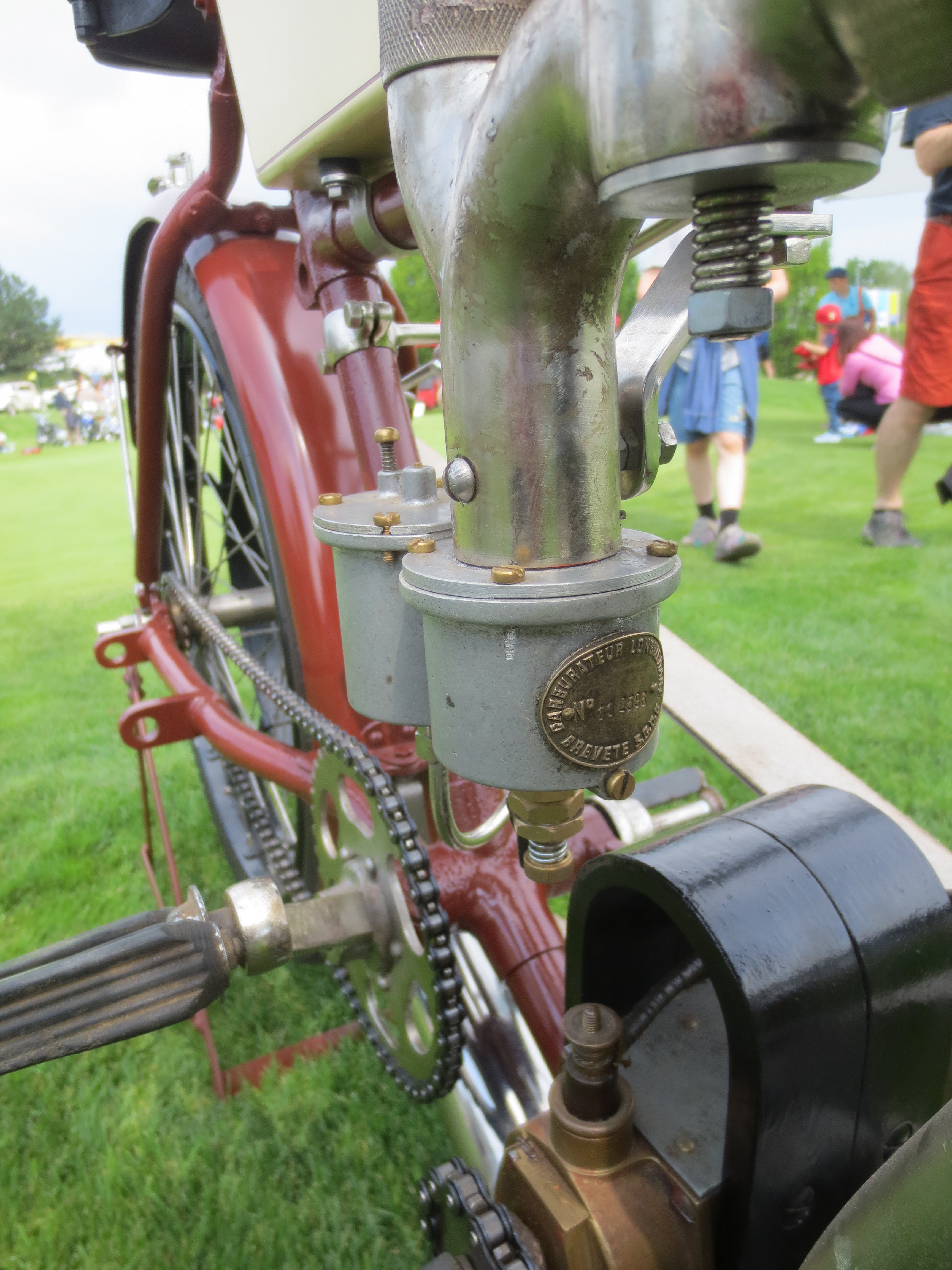
Walter Typ A, karburátor Longuemare